# فریلنسری در ایران
فریلنسری یا آزادکاری یکی از شیوه‌های اشتغال است که در سال‌های اخیر در ایران رشد قابل توجهی داشته است. فریلنسرها معمولاً به‌صورت پروژه‌ای و بدون قرارداد بلندمدت برای شرکت‌ها یا کارفرماها فعالیت می‌کنند. رشد فناوری‌های ارتباطی، توسعه اینترنت، و افزایش تقاضا برای نیروی کار انعطاف‌پذیر از جمله عوامل مؤثر در گسترش این نوع اشتغال در ایران بوده‌اند.

### تاریخچه و رشد فریلنسری
تا پیش از دهه ۱۳۹۰، بیشتر مشاغل در ایران به‌صورت سنتی و استخدام رسمی انجام می‌شدند. اما با گسترش اینترنت پرسرعت و پلتفرم‌های کاریابی آنلاین، زمینه برای رشد فریلنسری در ایران فراهم شد. در یک گزارش منتشرشده در وب‌سایت من میتونم، اشاره شده که طی سال‌های ۱۳۹۵ تا ۱۴۰۲، تعداد فریلنسرهای فعال در حوزه‌هایی مانند طراحی گرافیک، برنامه‌نویسی و تولید محتوا، بیش از دو برابر شده است.

### حوزه‌های فعالیت فریلنسرها
بیشترین فعالیت فریلنسرها در ایران در زمینه‌های زیر است:
- طراحی سایت و برنامه‌نویسی
- طراحی گرافیک و لوگو
- تولید محتوای متنی، تصویری و ویدیویی
- ترجمه و ویرایش متون
- مشاوره دیجیتال مارکتینگ

طبق گزارشی از دیجیاتو، کسب‌وکارهای ایرانی برای کاهش هزینه‌ها و افزایش بهره‌وری، گرایش بیشتری به استفاده از نیروی فریلنسری پیدا کرده‌اند.

### چالش‌ها و مشکلات
اگرچه فریلنسری آزادی بیشتری نسبت به شغل‌های سنتی دارد، اما فریلنسرها در ایران با چالش‌هایی نیز مواجه‌اند:
- عدم وجود بیمه و مزایای بازنشستگی
- ناپایداری درآمد و نبود قراردادهای رسمی
- سختی در دریافت دستمزد به‌موقع از کارفرمایان
- عدم شفافیت حقوقی در همکاری‌ها

در تحقیقی از «مرکز توسعه اقتصاد دیجیتال ایران»، مشخص شد که بیش از ۶۵٪ فریلنسرها خواستار ایجاد نهاد صنفی یا چارچوب قانونی حمایتی هستند.

### تأثیر کرونا و شرایط اقتصادی
با شیوع ویروس کرونا در سال ۱۳۹۸، بسیاری از کسب‌وکارها مجبور به دورکاری شدند. همین موضوع باعث شد تا مفهوم فریلنسری برای شرکت‌ها ملموس‌تر شود و فریلنسرها فرصت بیشتری برای همکاری پیدا کنند. از سوی دیگر، افزایش نرخ بیکاری در میان جوانان نیز باعث شد بسیاری به‌سمت آزادکاری سوق پیدا کنند.

## آینده فریلنسری در ایران
روند فعلی نشان می‌دهد که تقاضا برای خدمات فریلنسری در حال افزایش است. پلتفرم‌های داخلی مانند «پونیشا»، «کارلنسر» و «من میتونم» نیز به افزایش نظم و اعتماد در این بازار کمک کرده‌اند. همچنین توسعه مهارت‌های فردی و یادگیری مداوم از جمله ویژگی‌های ضروری برای موفقیت در این حوزه به شمار می‌روند.
در گزارشی منتشرشده در وب‌سایت زومیت، پیش‌بینی شده است که تا سال ۱۴۰۵، فریلنسرها بیش از ۲۰٪ بازار خدمات آنلاین را در ایران به خود اختصاص دهند.